# Telipogon elcimeyae
Telipogon elcimeyae är en orkidéart som beskrevs av Lothar Alfred Braas och Horich. Telipogon elcimeyae ingår i släktet Telipogon och familjen orkidéer.
Artens utbredningsområde är Costa Rica. Inga underarter finns listade i Catalogue of Life.